# Söderhamn
Söderhamn este un oraș în Suedia.

## Demografie
| \| Evoluția demografică a zonei urbane Söderhamn, 1970–2015 \| Evoluția demografică a zonei urbane Söderhamn, 1970–2015 \| Evoluția demografică a zonei urbane Söderhamn, 1970–2015 \| Evoluția demografică a zonei urbane Söderhamn, 1970–2015 \| Evoluția demografică a zonei urbane Söderhamn, 1970–2015 \| \| --------------------------------------------------------------------------------------- \| -------------------------------------------------------- \| -------------------------------------------------------- \| -------------------------------------------------------- \| -------------------------------------------------------- \| \| An \| \| \| Locuitori \| \| \| 1970 \| 1970 \| \| 13.721 \| 13.721 \| \| 1975 \| 1975 \| \| 14.673 \| 14.673 \| \| 1980 \| 1980 \| \| 13.994 \| 13.994 \| \| 1990 \| 1990 \| \| 13.262 \| 13.262 \| \| 1995 \| 1995 \| \| 13.211 \| 13.211 \| \| 2000 \| 2000 \| \| 12.710 \| 12.710 \| \| 2005 \| 2005 \| \| 12.056 \| 12.056 \| \| 2010 \| 2010 \| \| 11.761 \| 11.761 \| \| 2015 \| 2015 \| \| 12.259 \| 12.259 \| \| Sursa: SCB - Statistika Centralbyrån, Folkmängden per tätort. Vart femte år 1960 - 2016 \| \| \| \| \| |      |  |           |        |
| Evoluția demografică a zonei urbane Söderhamn, 1970–2015 |      |  |           |        |
| An |      |  | Locuitori |        |
| 1970 | 1970 |  | 13.721    | 13.721 |
| 1975 | 1975 |  | 14.673    | 14.673 |
| 1980 | 1980 |  | 13.994    | 13.994 |
| 1990 | 1990 |  | 13.262    | 13.262 |
| 1995 | 1995 |  | 13.211    | 13.211 |
| 2000 | 2000 |  | 12.710    | 12.710 |
| 2005 | 2005 |  | 12.056    | 12.056 |
| 2010 | 2010 |  | 11.761    | 11.761 |
| 2015 | 2015 |  | 12.259    | 12.259 |
| Sursa: SCB - Statistika Centralbyrån, Folkmängden per tätort. Vart femte år 1960 - 2016 |      |  |           |        |